# سیسترنا

کیسه‌های سیسترنا در گلژی

سیسترنا (انگلیسی: cisterna) یا سیسترن مجموعه‌ای از کیسه‌های غشایی پهن و انحنادار در شبکه آندوپلاسمی و دستگاه گلژی است. سیسترنا بخش جدایی‌ناپذیری از فرایندهای بست‌بندی و اصلاح پروتئین‌های حاضر در گلژی است. پروتئین‌ها از سمت سیس گلژی (طرف رو به شبکه آندوپلاسمی) آغاز می‌شوند و از سمت ترانس (طرف رو به غشای پلاسما) خارج می‌شوند.